# Michaela Kocianová
Michaela Kocianová (Trenčín, 29 dicembre 1988) è una modella slovacca; nata nel 1988 è stata cecoslovacca fino al 31 dicembre 1992.

## Biografia
Nel 2004 arriva seconda al concorso slovacco dell'Elite Model Look. Due anni dopo, nel 2006, debutta sulle passerelle newyorkesi per Rodarte; in seguito sfilerà per Ann Demeulemeester, Christian Dior, John Galliano, Alexander McQueen, Versace, Dolce & Gabbana, Rochas, Calvin Klein, Kenzo, Belstaff, Tadashi Soji, Barbara Bui, Trussardi, Tuleh, Oscar de la Renta, Blumarine, Badgley Mischka, Zac Posen, Emanuel Ungaro, Nicole Miller, Diane von Fürstenberg, Behnaz Sarafpour, Lacoste, Max Azria, Salvatore Ferragamo, Moschino Cheap & Chic, Anne Valérie Hash, Rocco Barocco, Yves Saint Laurent, Emporio Armani, John Richmond, Chanel, Elie Saab, Zuhair Murad, Guy Laroche, Giambattista Valli.

Appare sui cataloghi come testimonial per Monique Lhuillier, Vivienne Westwood, Andrés Sardá, Carlo Pignatelli, Givenchy, Christian Lacroix e Piazza Sempione, inoltre prende parte al Fashion Show del 2007 per Victoria's Secret. Figura nelle pagine di L'Officiel, Vogue, Elle, Amica, Dolce Vita, Velevet. Nel 2010 prende parte ad un cortometraggio di cinque minuti per Dior Homme diretto da Guy Ritchie e con protagonista Jude Law.